# Köves Pál

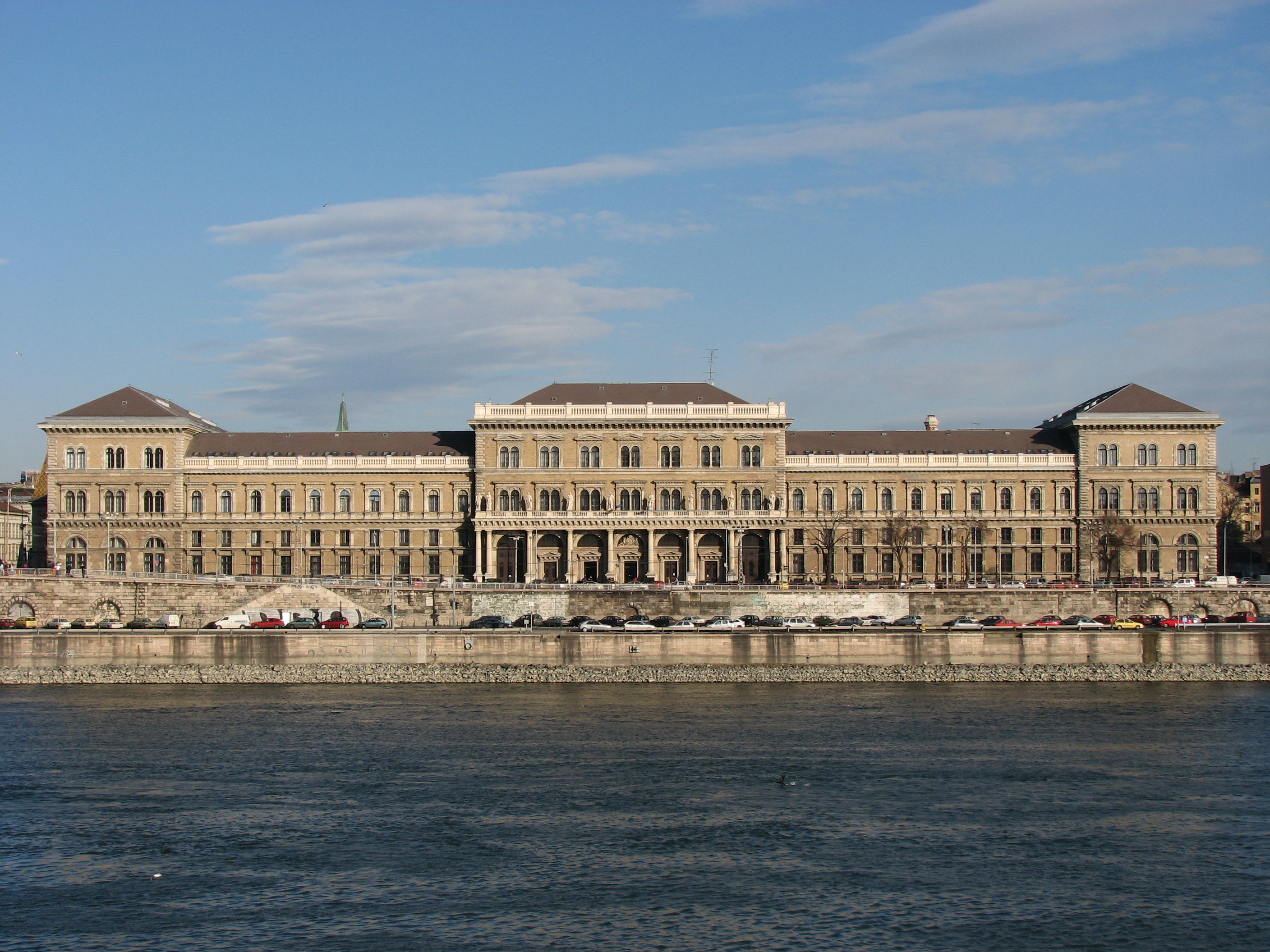
1952–2000 között a Marx Károly Közgazdaságtudományi Egyetemen tanított

Köves Pál (Hódmezővásárhely, 1925. június 25. – Budapest, 2021. január 15.) magyar statisztikus, egyetemi tanár (Marx Károly Közgazdaságtudományi Egyetem).

## Élete
1947-ben a József Nádor Egyetem Közgazdasági karán kezdte meg tanulmányait, 1948-ban ismét felvételiznie kellett a megalakuló Magyar Közgazdasági Egyetemre. Az egyetemen Theiss Ede tanította statisztikát. Később demonstrátora, előadásainak lejegyzője is volt, majd az egyetem elvégzése után végigjárta az oktatói ranglétrát a tanársegédségtől az egyetemi tanári kinevezésig.
1991-ben nyugdíjba vonult. 1995-ben professor emeritus címet kapott. Párniczky Gáborral közösen írt „Általános statisztika” című tankönyvei a korszak meghatározó szakirodalma lettek és több kiadást megértek. Köves Pál szűkebb szakterülete a statisztikán belül az indexszámítás, amely témából az elmélet és a gyakorlat számára is több jelentős publikációja és két könyve jelent meg, az egyiket több nyelvre lefordították. Egyik megalkotója a nemzetközi összehasonlítások fontos módszertani elemének tekintett és ajánlott ÉKS-indexnek.
Választott tagja a Nemzetközi Statisztikai Intézetnek (ISI), örökös tagja a Magyar Statisztikai Társaságnak és tagja az Magyar Tudományos Akadémia Statisztikai Bizottságának. Hosszú pályafutása során, egyebek közt Apáczai Csere János-díjjal, Fényes Elek-emlékéremmel és Keleti Károly-emlékéremmel tüntették ki.
Nincs olyan statisztikus Magyarországon, aki ennyire hosszú időt töltött el a kutatásban és oktatásban egyaránt, akinek tankönyvein, tanulmányain közgazdász generációk nőttek fel. (A Köves–Párniczky: Általános statisztika könyv 30 éven keresztül meghatározó tankönyv volt a közgazdászok statisztika oktatásában és a statisztikus szakma nevelésében, a könyv harmadik, utolsó kiadása 1981-ben jelent meg.) Köves Pál az egyetemi statisztika oktatásnak is úttörője és 40 éven át meghatározó alakja volt, előadott, gyakorlatokat vezetett, könyvet, jegyzetet, példatárat írt.

## Fontosabb művei
- Köves Pál a Statisztikai Szemlében 22 tanulmányt publikált. Archívum. Keresés szerző szerint. Köves Pál.[3]
- Köves Pál (1925-) 65 publikációjának az adatai. OSZK. Katalógus.[4]

### Tanulmányok
- A statisztikai indexek módszertani kérdései. Statisztikai Szemle, 1954. 32. évfolyam, 4. sz. 296-314. old.
- A mértani átlag statisztikai alkalmazásai. Statisztikai Szemle, 1957. 35. évfolyam, 4-5. sz. 303-332. old.
- Az átlagszámítás helye a statisztika elméletében. Statisztikai Szemle, 1961. 39. évfolyam, 1. sz. 3-30 old.
- Fix bázisú indexek becslése. I. Statisztikai Szemle, 1971. 49. évfolyam, 5. sz. 469-486. old.
- Fix bázisú indexek becslése. II. Statisztikai Szemle, 1971. 49. évfolyam, 6. sz. 598-607. old.
- Az indexformulák áttekintése. Statisztikai Szemle, 1975. 53. évfolyam, 12. sz. 1179-1207. old.
- Az olimpiai eredmények értékeléséhez. Statisztikai Szemle, 1976. 54. évfolyam, 11. sz. 1070-1082. old.
- A havi árindexek és a szezonalitás. Statisztikai Szemle, 1988. 66. évfolyam, 11. sz. 982-999. old.
- A nemzetközi összehasonlításoknál alkalmazott EKS-indexek. Statisztikai Szemle, 1995. 73. évfolyam, 1. sz. 6-30. old.
- A születéskor induló bioritmus ciklusokról. Statisztikai Szemle, 2005. 83. évfolyam, 10-11. sz. 948-977. old.
- EKS index and international comparisons. Hungarian Statistical Review. 1999. Vol. 77. Special number 3. pp. 3–14.

### Kötetek
- Statisztikai indexek. Közgazdasági és Jogi Könyvkiadó. Budapest. 1956
- Párniczky Gáborral. Általános statisztika I-II. Közgazdasági és Jogi Könyvkiadó. Budapest. 1960, 1973, 1981[5]
- Köves Pál–Párniczky Gábor: Általános statisztika; 2. jav. kiad.; Közgazdasági és Jogi, Bp., 1975
- Köves Pál–Párniczky Gábor: Általános statisztika, 1-2.; közrem. Kerékgyártó Györgyné, Melega Tiborné, Vita László; 3. átdolg. kiad.; Közgazdasági és Jogi, Bp., 1981
- Indexelmélet és közgazdasági valóság. Akadémiai Kiadó. Budapest, 1981

## Díjai, elismerései
- Fényes Elek-emlékérem (1988)
- Apáczai Csere János-díj (1994)
- Keleti Károly-emlékérem (1997)